# Перейра, Раймунду
Райму́нду Пере́йра (порт. Raimundo Pereira; род. 28 августа 1956) — политический деятель Гвинеи-Бисау, дважды исполняющий обязанности президента Гвинеи-Бисау (в 2009 и 2012 годах), член ПАИГК.
Получил образование в Лиссабонской юридической школе. В 1989 году был руководителем национального радио, а в 1991 году участвовал в организации национального телевидения.
Юрист по образованию, Перейра был избран в 2008 году после парламентских выборов, завершившихся победой ПАИГК, новым председателем Национальной ассамблеи вместо Франсишку Бенанте. После убийства военными президента страны Жуана Бернарду Виейры 3 марта 2009 года Перейра приступил к выполнению обязанностей президента. Несмотря на вспышки насилия, в июне/июле 2009 года провёл президентские выборы, победу на которых одержал Малам Бакай Санья, вступивший в должность 8 сентября 2009 года. После его смерти в январе 2012 года Перейра вновь стал исполняющим обязанности президента страны.
13 апреля 2012 года арестован в ходе военного переворота; в конце апреля выслан в Кот-д’Ивуар. Вернулся из ссылки только в марте 2016 года.